# Vladimír Kožuch
Vladimír Kožuch (Malacky, 15 oktober 1975) is een voormalig profvoetballer uit Slowakije. Hij beëindigde zijn carrière in 2010 bij FC Spartak Trnava.

## Interlandcarrière
Onder leiding van bondscoach Jozef Adamec maakte Kožuch zijn debuut voor het Slowaaks voetbalelftal op 19 mei 1999 in de vriendschappelijke wedstrijd tegen Bulgarije (2-0) in Dubnica nad Váhom, net als Peter Németh (AŠK Inter Slovnaft) en Jozef Valachovič (FK Ozeta Dukla). Kožuch trad in dat duel na 72 minuten aan als vervanger van Jozef Majoroš. Hij kwam tot een totaal van zeventien interlands en drie doelpunten.

## Erelijst
Slovan Liberec
- Tsjechisch landskampioen

2002